# Virtual Magic Kingdom
Virtual Magic Kingdom (afgekort VMK) was een gratis Engelstalig multi-player spel van Sulake Corporation, de makers van het Habbo Hotel. In het spel staan de twee Amerikaanse Disneyparken (Magic Kingdom en Disneyland) centraal. In VMK kun je chatten met andere online spelers, spelletjes spelen, je figuur aanpassen en personaliseren en rondlopen in het virtuele Walt Disney-park.
VMK kan gespeeld worden tussen 16 uur en 7 uur, op andere tijden zijn de VMK servers offline. Om te spelen heb je de laatste versie van shockwave nodig. Er zijn gemiddeld 2000 tot 3000 spelers online. Hoewel VMK niet meer bèta is, zijn er regelmatig toch nog wat technische foutjes in het spel. Vooral tijdens events is er een drukteprobleem. Zo kun je bijvoorbeeld hebben dat VMK vastloopt en je VMK opnieuw moet opstarten of dat VMK een foutmelding geeft.
VMK kun je ook spelen in de twee Amerikaanse Disney-pretparken. Als je dit doet krijg je speciale VMK-spulletjes en/of VMK-kledij cadeau. Wanneer je échte souvenirs koopt in een Amerikaans Disney-pretpark, krijg je soms ook een VMK-code bij. Met deze code kun je in VMK een uniek item krijgen. In het spel noemt men zulke speciale spulletjes Rare Stuff. Dit is sinds 30 september 2007 niet meer mogelijk.
Ook zijn er VMK in-park Quests. De bedoeling bij deze Quest is, dat je op zoek gaat naar de juiste antwoorden. Wanneer je de quest tot een goed einde brengt krijg je Rare Stuff.

## Omgeving
VMK is zoals de échte Disney-parken opgedeeld in verschillende themagebieden. Ieder themagebied heeft enkele kamers (of rooms). Deze kamers zijn gebaseerd op bestaande Disney-attracties. Zo kun je in Frontierland de Haunted Mansion-kamer terugvinden, waar ook het Haunted Mansion spel is.
Er mogen slechts 15 spelers in per kamer. Daarom heeft in VMK elke kamer meerdere kamers zoals 'Noord', 'Zuid' en 'Noord-Oost'. Via de functie Advanced Mode - op de Park Map - kun je kiezen in welke kamer je binnen komt.

## Chatten en taalgebruik
Praten met andere VMK-spelers kun je enkel in het foutloos Engels. Nederlands, Duits of een andere taal kun je niet typen. Woorden die het VMK woordenboek niet kent verschijnen als '###'. Sommige populaire woorden, die dan vooral in jongerentaal gebruikt worden, zijn wel bruikbaar in VMK.  Het spelen met woorden, zodat 'verboden woorden' toch worden gebruikt (bijvoorbeeld: je typt too (aan) in plaats van two (twee)), mag NIET. Woorden zoals in het voorbeeld kan nog, maar soms gaat het ook verder en dan kun je een waarschuwing of zelfs in het ergste geval een ban krijgen.

## Events
Af en toe zijn er ook speciale events of evenementen in VMK. Soms zijn dit wedstrijden en soms iets anders. Een voorbeeld van een event is het Thanksgiving-event dat je kon spelen van 24 tot 27 november. Je moest zoeken naar de juiste antwoorden op vragen die je kon vinden in de Guestrooms van de VMK-staff. Daar moest je de eerste letter van nemen en van al deze letters moest je een typisch Thanksgiving gerecht maken. Er waren verschillende prijzen te winnen. Iedere speler die het goede antwoord verstuurde kreeg een unieke Laughing Hyena Pin.

## Pins, Credits, Kledij en Guestrooms

### Pins
In VMK kun je virtuele pins kopen met credits die je verdient in het spel of winnen met het spelen van spelletjes. Wanneer je de eerste keer de 5 Disney-figuren bezoekt, krijg je ook een pin.
Je kun maximaal 15 pins "dragen".

### Magic Pins
Er bestaan ook verschillende Magic Pins. Wanneer je deze draagt kun je een speciaal soort magie activeren. Dubbele Magic Pins kun je combineren.
Afhankelijk van pin tot pin kun je deze kopen of winnen.
Dit zijn de bestaande Magic Pins:
- Invisibility magic : Win 10 keer level 3 van het Pirates of the Caribbean spel.
- Burried in Treasure : Zie bij "codes" (code vanaf heden niet meer geldig)
- Cursed Storm : Zie bij "codes" (code vanaf heden niet meer geldig)
- Pirate Costume : Zie bij "codes" (code vanaf heden niet meer geldig)
- Dancing Inferno : Deze pin wordt enkel weggegeven door de VMK-staff, in speciale HOST_[naam] guest rooms. Wanneer deze er zijn staat in de VMK nieuwsbrief op de kalender.
- Fireworks Magic : Was verkrijgbaar via het spel fireworks met een behaalde score van 240,000 punten en niet eerste worden, eveneens sinds ze het spel fireworks geremixt hebben is de magic pin niet meer verkrijgbaar, dus sinds kort "rare" geworden.
- Teleportation magic : Te verkrijgen door een in-park quest te spelen. Deze quest is niet langer meer te spelen.
- Snowman magic : Was te koop in het Emporium voor 5000 credits.
- Bat Magic : Was te koop in het emporium voor 10.000 credits
- Lightning Magic: Was te krijgen via een zeer grote quest (volgens VMK hun grootste quest ooit).
- Treasure Detector Magic: Te krijgen door het spelen van spellen van de VMK Staff (maar 1 keer te gebruiken), bij "de grootste quest ooit" kwam deze voor 1 keer uit als pin met ongelimiteerd gebruik.
- Autopia Magic: Meerdere soorten, verkrijgbaar door een in-game quest te spelen. Je hebt de racing (gewoon autootje) en offroad (voertuig, zoals een monser truck) pins.
- Innerspace Magic: Rood en Blauw. Rood was bij een in-park quest. Blauw is nog steeds te krijgen via een in-game quest.
- Dive Magic: Te verkrijgen door het spelen van een in-game quest.
- Turn into Coral Magic: Gedurende de gehele maand maart was deze te krijgen door een zwaard uit een aambeeld te trekken.
- Mr. Toad's Car Magic: Te verkrijgen door een zwaard uit een aambeeld te trekken.
- Turn Into Shark Magic: Te koop in de Magic Shop voor 10000 credits.
- Flying Carpet Magic: Deze Magic Pin is nooit beschikbaar gesteld voor het publiek, behalve als single-use.
- Stitch Spaceship Magic: The koop in de Magic Shop voor 10.000 credits.
- Test Track Car Magic: Kon verkregen worden door een zwaard uit een aambeeld te trekken.
- X2 Spaceship Magic: Kon verkregen worden door middel van een quest en kon gekocht worden in de Inner-Space shop voor 10.000 credits.

De volgende Magic Pins konden 1 keer gebruikt worden met een kans op een prijs (je kon ook niets winnen). Ze zijn allemaal Single-use.
- Sword In The Stone Magic: Werd random weggegeven door een zogenaamde 'dark ride' te rijden (single-use).
- Bronze Treasure Key: Werd weggeven door 10 keer Pirates Of The Carribean te winnen op level 1, daarna voor elke 3 overwinningen.
- Silver Treasure Key: Werd weggeven door 10 keer Pirates Of The Carribean te winnen op level 2, daarna voor elke 3 overwinningen.
- Gold Treasure Key: Werd weggeven door 10 keer Pirates Of The Carribean te winnen op level 3, daarna voor elke 3 overwinningen

De volgende Magic Pins konden gebruikt worden bij een dam-spel. Ze zijn allemaal single-use.
- Magic Checkers Cut in Two: Kon gekocht worden in de Magic Shop voor 100 credits.
- Magic Checkers Levitation: Kon gekocht worden in de Magic Shop voor 100 credits, later voor 200 credits.
- Magic Checkers Optical Illusion: Kon gekocht worden in de Magic Shop voor 100 credits.
- Magic Checkers Sleight of Hand: Kon gekocht worden in de Magic Shop voor 100 credits, later voor 500 credits.
- Magic Checkers Disappearing: Kon gekocht worden in de Magic Shop voor 100 credits, later voor 500 credits.

### Kledij
Je kun je VMK-mannetje kleden naar je eigen smaak. Kledij kun je kopen in de Shops. Bij een speciaal event konden de VMK-spelers elke dag een ander kledingstuk kopen van bijvoorbeeld The Haunted Mansion. Bij het spelen van sommige spelletjes of quest kun je ook kledij winnen.

### Guestrooms
Ieder lid krijgt als hij/zij lid wordt één Guestroom/Gastenkamer cadeau. Op andere momenten kun je een Guestroom kopen in de Shops.
In je Guestroom kan tafels, lampen, en banken plaatsen. Gasten kunnen op deze bankjes zitten.
Sinds midden december hebben de Guestrooms enkele veranderingen ondergaan. Zo kun je voortaan je Guestrooms verkopen en kun je enkel je vrienden binnen laten.
In de Guestrooms kun je soms ook spelletjes spelen. Falling Chairs is een zeer populair spel dat je regelmatig kan terugvinden in een van de vele Guestrooms.

## Hidden Mickeys
In VMK kun je 50 Hidden Mickeys vinden. Een Hidden Mickey is een bol met twee kleine bollen erbovenop, naar de vorm van het Mickey Mouse-hoofd. In elke kamer (met uitzondering van de Guestrooms) kun je een Hidden Mickey vinden, soms zijn er ook twee. Sinds 23 februari is de Hidden Mickey Quest gestopt.
Wanneer je alle 50 Hidden Mickeys op foto vastlegt krijg je veel credits en enkele pins. Het zoeken naar Hidden Mickeys kost ook wat credits. Want je moet eerst al een camera kopen en vervolgens telkens fotorolletjes (200 credits / 5 foto's).Midden december opende Frontierland en startte ook het Hidden Mickey Quest Part II. De eerste Hidden Mickeys verdwenen en maakten plaats voor nieuwe Hidden Mickeys - ook in Frontierland.

## Credits
Je kan al je spulletjes en kledij aankopen met credits. Credits verdien je op verschillende manieren:
Wanneer je de eerste keer een van de 5 Disney-figuren bezoekt krijg je een pin en 100 credits per figuur. De tweede en andere keren dat je deze figuren bezoekt krijg je 20 credits per figuur.
De 3 spoken van The Haunted Mansion geven ook 100 credits per spook de eerste keer, maar géén pin. De andere keer krijg je telkens 20 credits per spook.
Telkens je een spelletje wint krijg je credits. Het aantal credits hangt af van het spel dat je speelt.  Je kunt ook credits verkrijgen door het invullen van cheat codes.
Wanneer je speciale dingen dubbel hebt kun je ruilen met andere VMK'ers. Meestal wordt er geruild voor gelijkwaardige spulletjes: Rare Stuff voor Rare Stuff, Bèta Stuff voor Bèta Stuff, ...

## Geschiedenis
- De Beta versie opende op 23 mei 2005, sinds 27 juni 2005 is VMK niet meer in de bètaversie.
- Op 5 oktober 2005 opende de Frontierlandhub en gans Frontierland opende op 12 december 2005.
- Vanaf oktober '05 tot december '05 werd de Main Street USA in een Halloween kleedje gestoken.
- Vanaf midden december stak de Esplanade in een Kerst-kleedje.
- Op 4 april 2006 opende het langverwachte Tomorrowland. Nieuw was ook de functie "in-game quests"
- Vlak na 1 april maakte de programmeur, Yavn, bekend dat VMK per 21 mei stopt. Er worden geen nieuwe leden meer geaccepteerd. VMK heeft precies 3 jaar gedraaid.